# Real Men (nummer)
Real Men is een nummer van de Britse muzikant Joe Jackson. Het is de eerste single van zijn vijfde studioalbum Night and Day uit 1982. Op 11 juni dat jaar werd de single uitgebracht in het Verenigd Koninkrijk en Ierland en op 15 juni volgden de rest van Europa, Oceanië, de Verenigde Staten, Canada en Japan.

## Achtergrond
"Real Men" gaat over de echte man die zich onderscheidt. Hij onderscheidt zich van homo's, van lelijke mannen, slappe mannen, slecht geklede mannen, ongemanierde mannen. De plaat werd alleen in het Nederlandse taalgebied en Australië een hit. In thuisland het Verenigd Koninkrijk werd slechts een 89e positie behaald in de UK Singles Chart. In Australië werd de 6e positie bereikt.
In Nederland werd de plaat regelmatig gedraaid op Hilversum 3 en werd een radiohit in de destijds drie landelijke hitlijsten op de nationale publieke popzender.  De plaat de 15e positie in zowel de Nederlandse Top 40 als de TROS Top 50. In de Nationale Hitparade werd de 17e positie bereikt. In de Europese hitlijst op Hilversum 3, de TROS Europarade, werd géén notering behaald. 
In België bereikte de plaat de 25e positie in de voorloper van de Vlaamse Ultratop 50. In zowel de Vlaamse Radio 2 Top 30 als de Waalse hitlijst werd géén notering behaald.
Sinds de editie van december 2000 staat de plaat onafgebroken genoteerd in de jaarlijkse NPO Radio 2 Top 2000 van de Nederlandse publieke radiozender NPO Radio 2, met als hoigste notering een 247e positie in 2003.

## NPO Radio 2 Top 2000
| Nummer met noteringen in de NPO Radio 2 Top 2000 | '00 | '01 | '02 | '03 | '04 | '05 | '06 | '07 | '08 | '09 | '10 | '11 | '12 | '13 | '14 | '15 | '16 | '17 | '18 | '19 | '20 | '21 | '22 | '23 | '24 |
| ------------------------------------------------ | --- | --- | --- | --- | --- | --- | --- | --- | --- | --- | --- | --- | --- | --- | --- | --- | --- | --- | --- | --- | --- | --- | --- | --- | --- |
| Real Men                                         | 356 | 419 | 397 | 247 | 378 | 554 | 604 | 788 | 512 | 593 | 653 | 681 | 605 | 592 | 597 | 591 | 700 | 703 | 894 | 773 | 825 | 868 | 940 | 989 | 951 |

1. ↑  Een vetgedrukt getal geeft de hoogste notering aan.
2. ↑  2000 was het eerste jaar met een notering voor dit nummer.